# Sárkányfalva
Sárkányfalva (szlovákul Šarkan) község Szlovákiában, a Nyitrai kerület Érsekújvári járásában. Gyiva (Diva) tartozik hozzá.

## Fekvése
Párkánytól 16 km-re északnyugatra fekszik.

## Élővilága
Sárkányfalván korábban volt gólyafészek, de elpusztult. 2012-ben is próbálkoztak fészeképítéssel, de sikertelenül. 2013-ban már nem fészkeltek a gólyák.

## Története

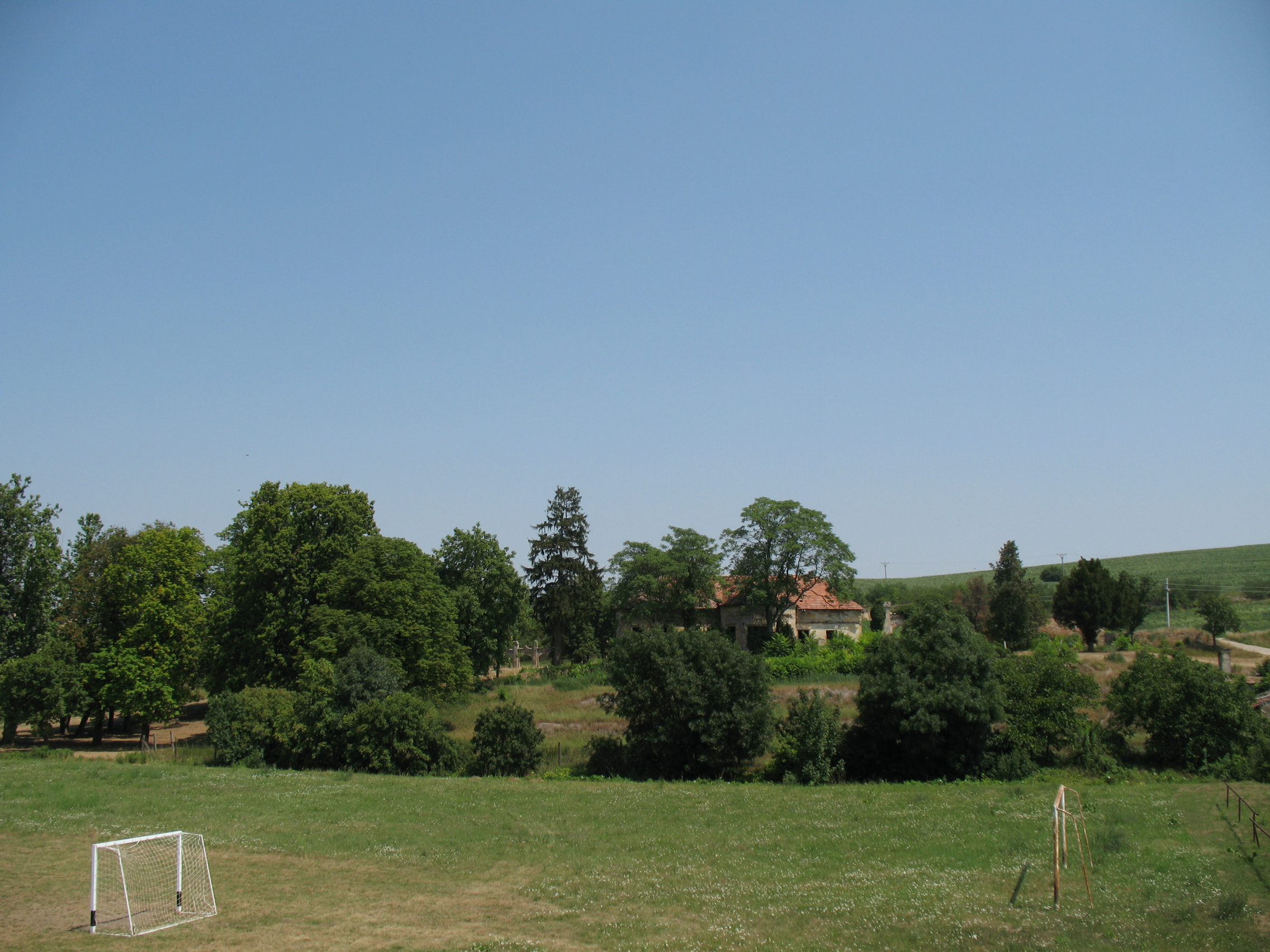
Renner kúria

A falut 1247-ben Sarkan néven említették először. A Hont-Pázmány nembeli Becsend birtokolta. Később a Pilis és Vécsey, majd a 15-16. században a Kapy és más családoké volt. A 17. században a Pálffy, Csery, Keglevich, a 18. században a Gyulay, a 19. században pedig a Koller, Bertók és Baldóczi családoké. A 20. században a Boronkayaké. 1593-ban 2, 1647-ben 4 portája adózott. 1715-ben szőlőkertje és 23 háza létezett. 1787-ben 49 házában 249 lakos élt. 1828-ban 31 háza volt 256 lakossal, akik főként mezőgazdasággal és szőlőtermesztéssel foglalkoztak.
Vályi András szerint: „SÁRKÁNY. Tót falu Esztergom Várm. földes Urai több Uraságok, lakosai katolikusok, fekszik Köbölkúthoz nem meszsze, mellynek filiája, Szölgyénhez sem meszsze; határja jó, legelője alkalmatos, vagyonnyai külömbfélék, piatza Esztergomban.”
Fényes Elek szerint: „Sárkány, magyar falu, Esztergom, az uj rend sz. Komárom vgyében, kies völgyben, Gyiva, Libád, Béla, Köbölkut és Magyar-Szölgyén közt, Esztergomhoz 1 1/2 mfd. Lakja 298 kath., kiknek helyben egy dombon egyházuk van, melly Köbölkut fiókja. Határa dombos, de termékeny, részint televény, részint agyag föld lévén. A falu mellett levő rétség már kiszárittatott. Urbéri szántóföld 143 hold, rét 67 h., szőlő 278 kapa. A majorsági föld kiterjedése nem tudatik, de van erdeje is az uraságnak. Birják e kis falut Koller ur, kinek itt szép lakháza, gyönyörü 15 holdnyi angolkertje és gyümölcsöse van, és Bertók László özvegye.”

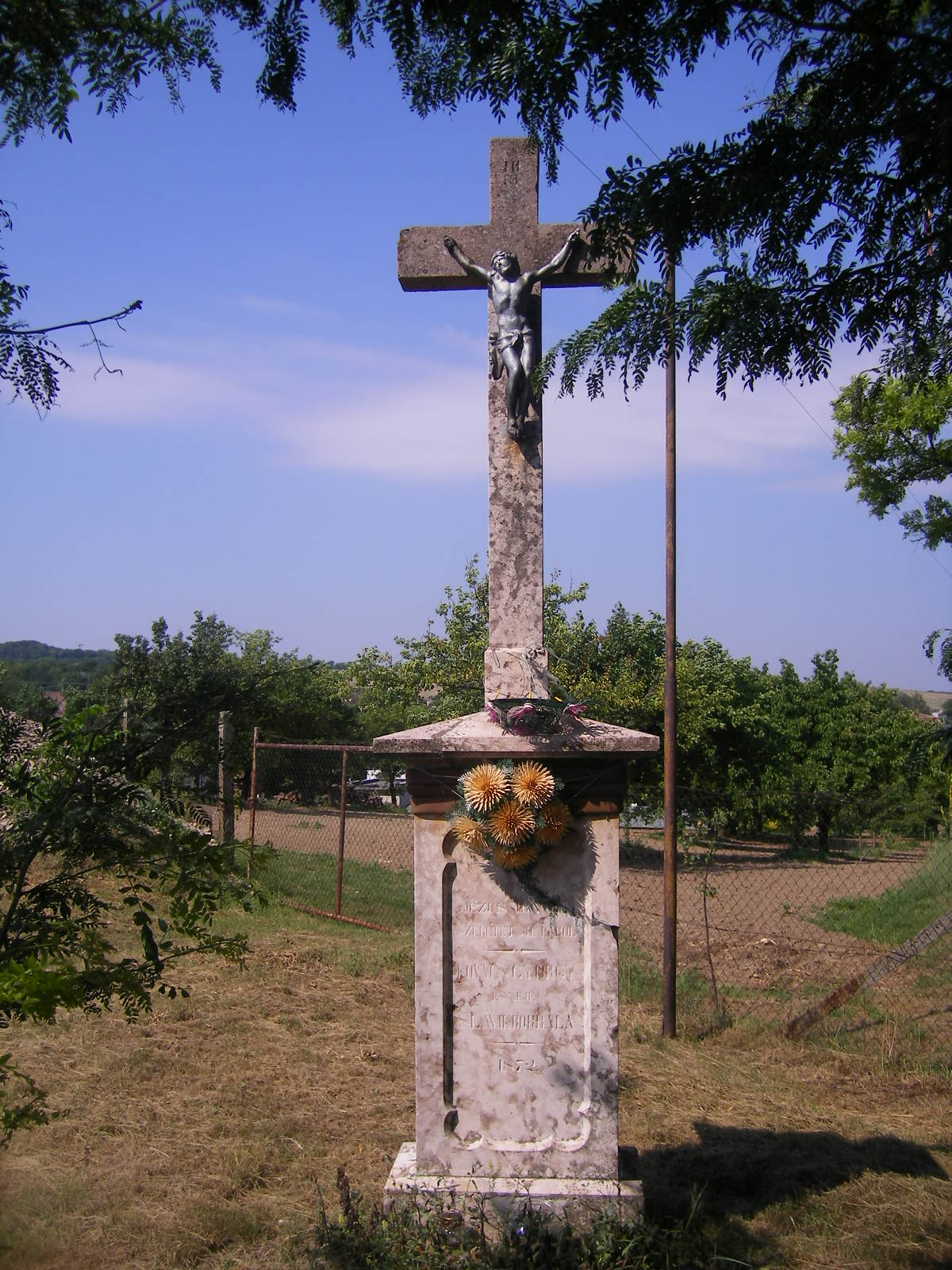
1872-ben emelt feszület

Esztergom vármegye monográfiájában a következőket írták: „Sárkányfalva, kisközség, a Párizs patak mellett. Van benne 67 ház, 406 magyar ajkú és róm. kath. vallású lakossal. Határa 1509 kat. hold. A Hunt-Pázmán nemzetség ősi birtoka, melyet az e nemzetségből származó Bechend bán fiai 1287 előtt sógoruknak, a Pilis nemzetségből származott Miklós comes fia Demeternek adtak, a ki ezt a birtokot 1287-ben a Zovárd nembeli Vécs fia Miklós fiainak, Miklósnak és Péternek adta el 35 márkáért. A 15. században a Sáros vármegyei Kapi család birtokába került. Kapi Menyhért a helység negyedrészét Attyai Miklós esztergomi olvasókanonoknak adta el 600 forintért, de még ebben az évben, nevezett Attyai Miklós azt Kapy Katalin, férjezett Sárkányi Pathy Károlynénak, karvai birtoka negyedrészéért cserébe adta. Az 1532. évi adóösszeírás szerint Károly Ferencz, 1549-ben és 1553-ban Csernaházy András, 1609-ben Csery Mihály, 1613-ban Keglevich János birtokában találjuk. 1593-ban 2, 1647-ben 4 portát írtak benne össze. 1632-ben Telegdy János, György és István, ezek után pedig Komáromy János és Bessenyey István szereztek itt birtokokat. Az 1696. évi összeírás szerint abban az évben kezdett települni, az összeíráskor csak 6 ily beköltözködő lakosa volt. Az 1732–1755. évi egyházlátogatási jegyzőkönyvek szerint báró Gyulay Ferencz, Missics Mihály, Paksy (Paxi) István és Nedeczky Ferencz, 1755-ben ezeken kívül még Csery László volt itt birtokos. A 19. század első felében a helység egyik felét a Nagymányai Koller, másikát a Bertók család bírta. A báró Baldácsy (Baldacci) családnak is volt itt birtoka. Eddigi neve Sárkány volt. Jelenlegi nevét az 1898. IV. törvényczikk alapján, az 1907. évi febr. 7-iki, 131.168/906. számú belügyminiszteri rendelet állapította meg. Temploma 1810 körül épült. Jelenlegi nagyobb birtokosa Boronkay Jenő. Határában van Kaparás puszta. Postája, távíró-állomása Köbölkút.”
A trianoni békeszerződésig Esztergom vármegye Párkányi járásához tartozott, 1938 és 1945 között pedig újra Magyarország része volt. Lakói részben mezőgazdasággal foglalkoznak, részben a közeli Párkány üzemeiben dolgoznak.

## Népessége
| Év:            | 1994. | 2004.    | 2014.    | 2024.   |
| -------------- | ----- | -------- | -------- | ------- |
| Emberek száma: | 393   | 343      | 386      | 369     |
| Eltérés:       |       | -12,72 % | +12,53 % | -4,40 % |

| Év:            | 2023. | 2024.   |
| -------------- | ----- | ------- |
| Emberek száma: | 358   | 369     |
| Eltérés:       |       | +3,07 % |

1880-ban 388 lakosából 364 magyar, 3-3 szlovák és német, 1 más anyanyelvű, továbbá 17 csecsemő volt. Gyiva 184 lakosából 161 magyar, 9 német, 6 szlovák anyanyelvű és 8 csecsemő volt.
1910-ben 419 lakosa mind magyar anyanyelvű volt. Gyiva 223 lakosából 220 magyar, 1 szlovák és 2 más anyanyelvű volt.
2001-ben 350 lakosából 300 magyar, 37 pedig szlovák volt.
2011-ben 366 lakosából 264 magyar, 58 szlovák és 44 ismeretlen nemzetiségű volt.
2021-ben 371 lakosából 228 (+11) magyar, 130 (+6) szlovák, (+2) cigány, 1 egyéb és 12 ismeretlen nemzetiségű volt.

## Nevezetességei

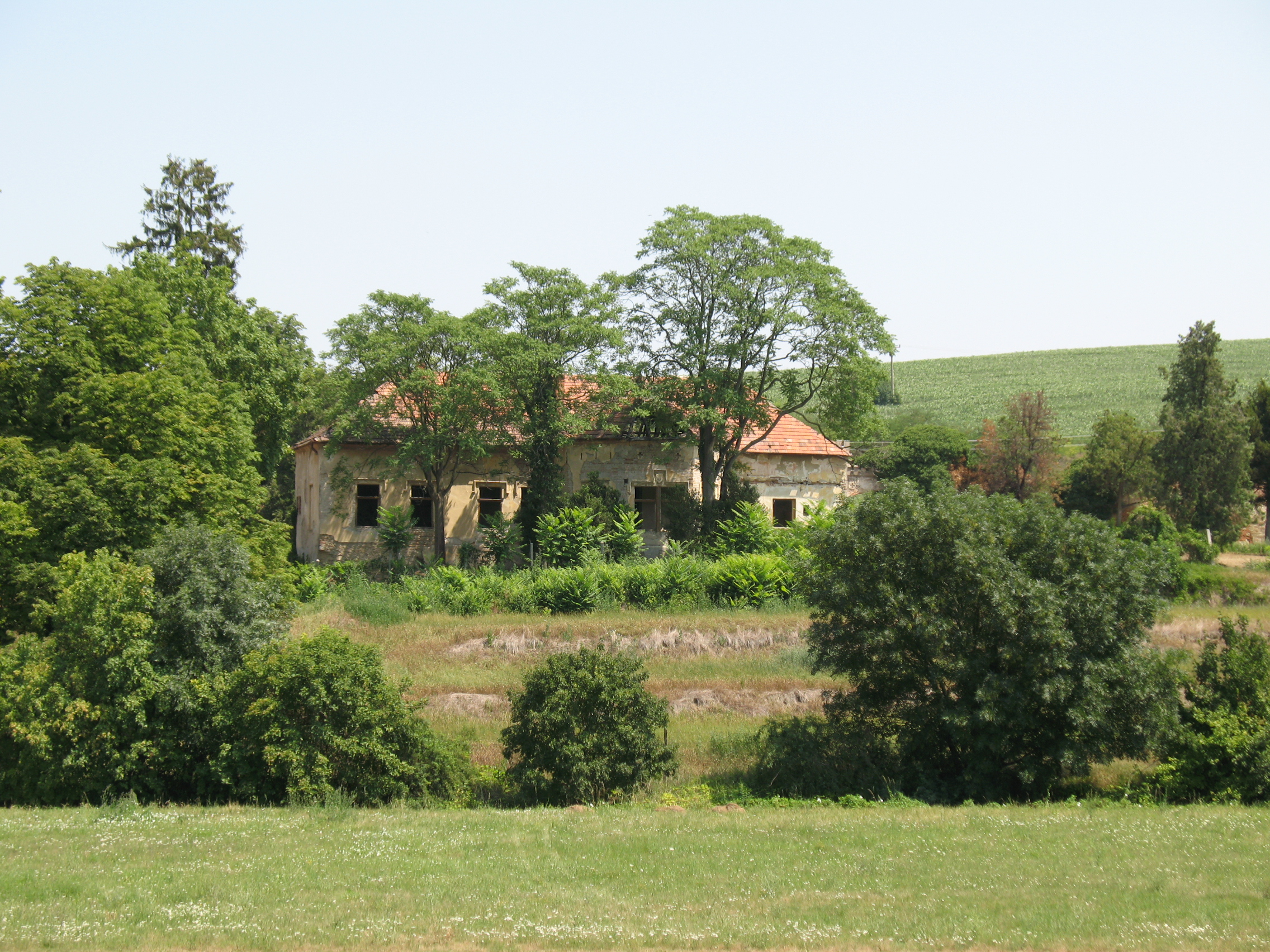
Renner kúria
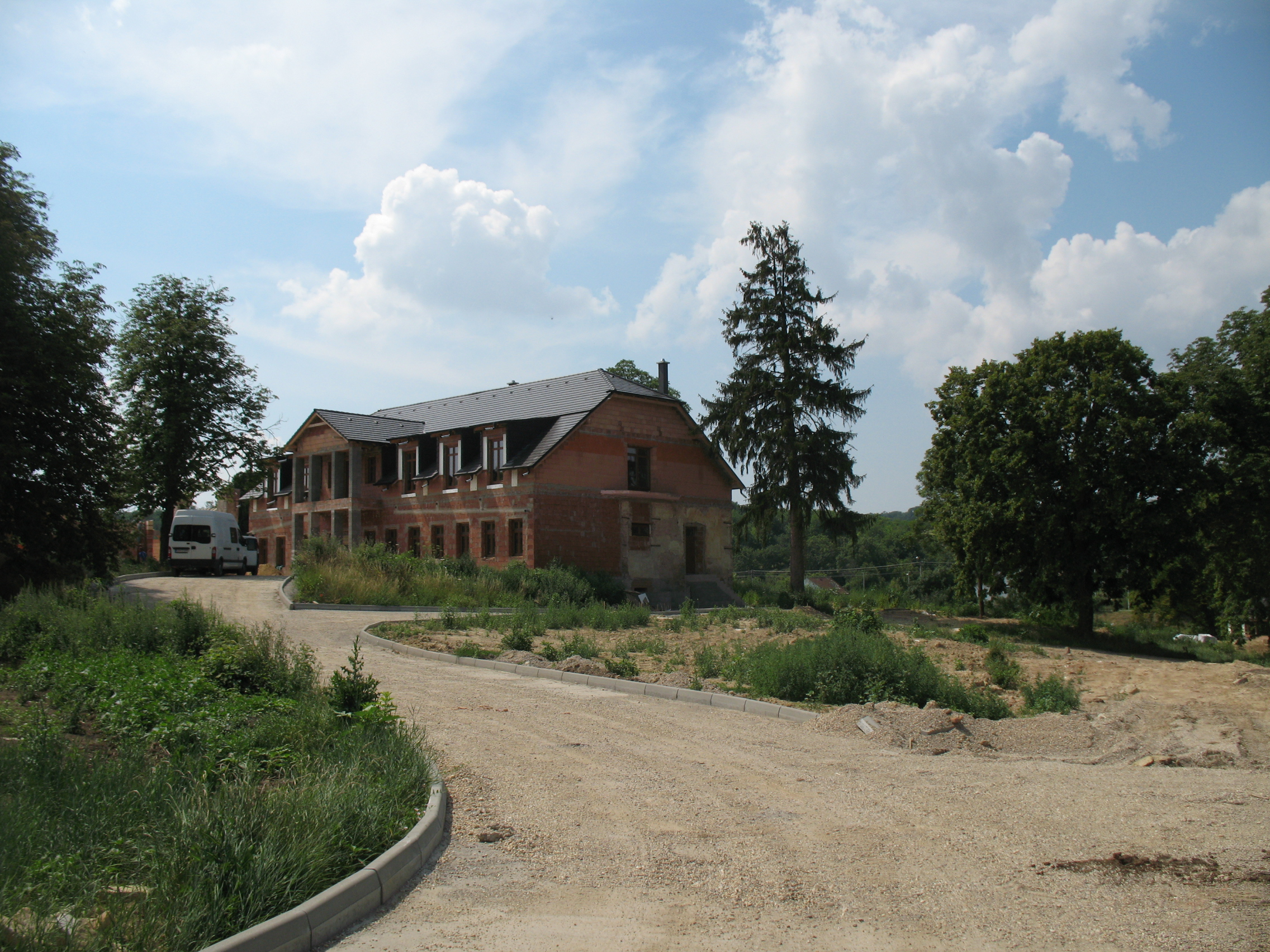
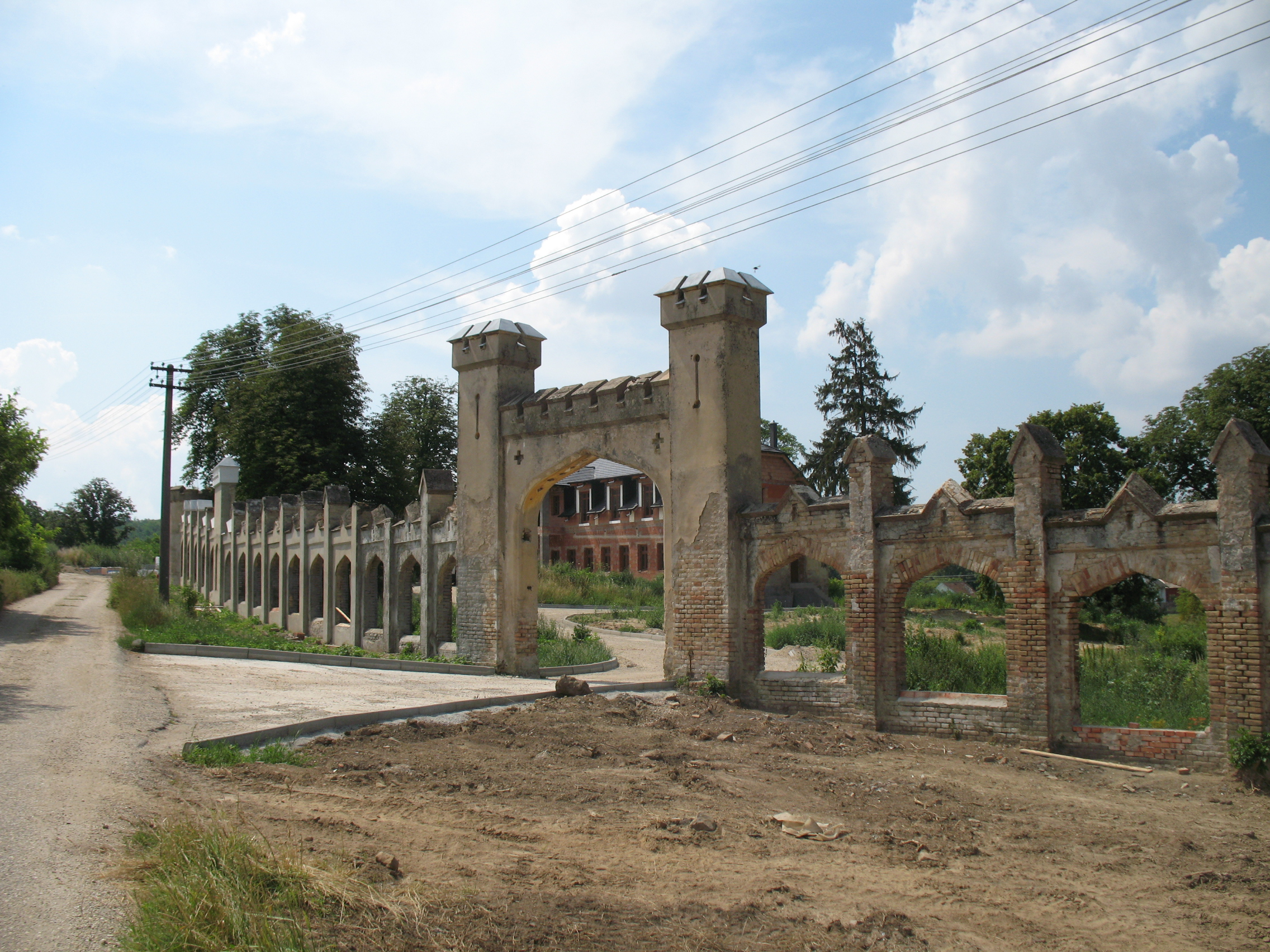
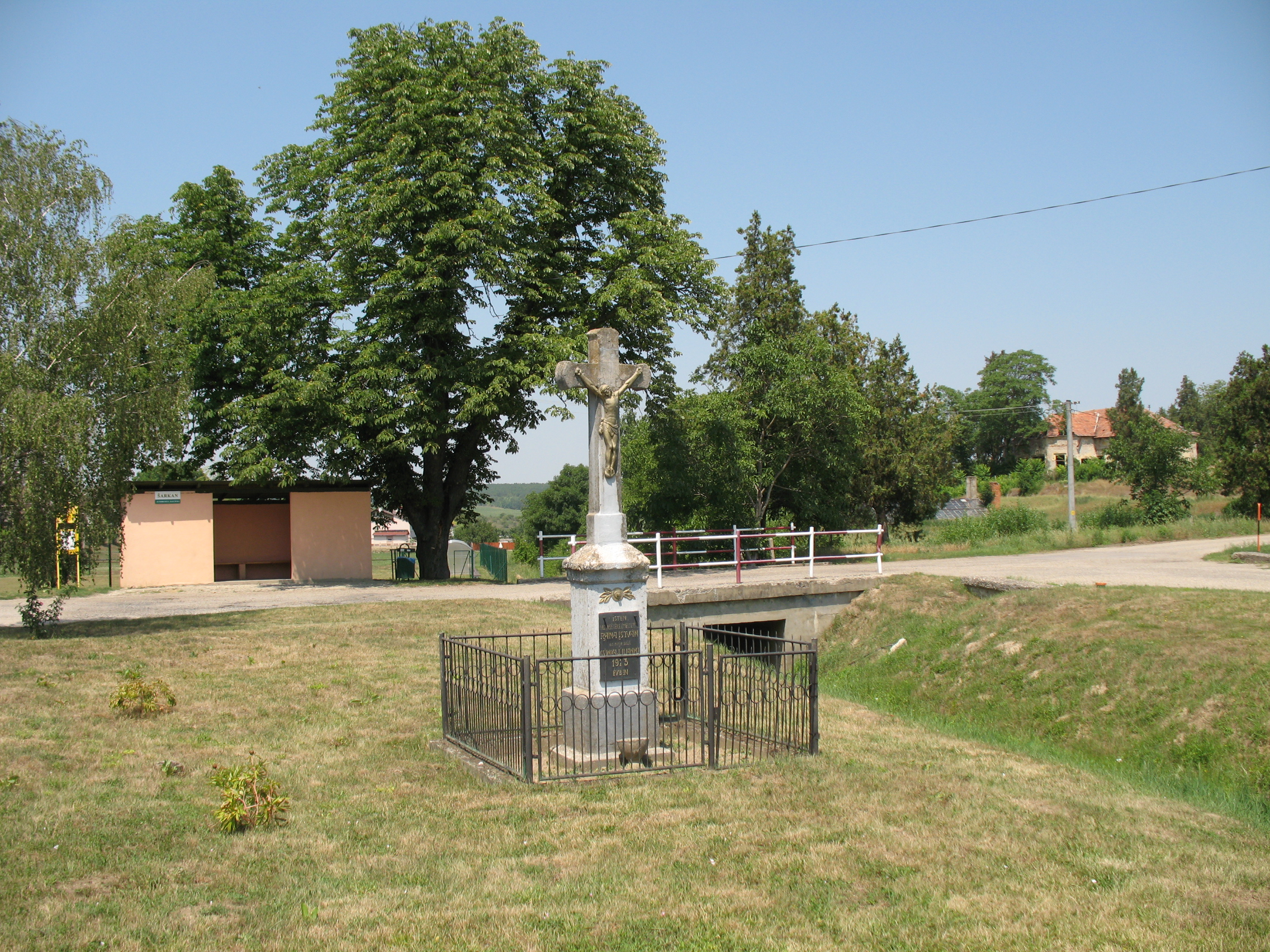
1923-ból származó feszület

- Római katolikus temploma 1810-ben épült klasszicista stílusban.
- Klasszicista kúriája a 19. század elején épült.
- A temetőben álló pietà a 18. század második felében készült.
- A falu szélén álló feszületet 1872-ben állították.

## Képtár

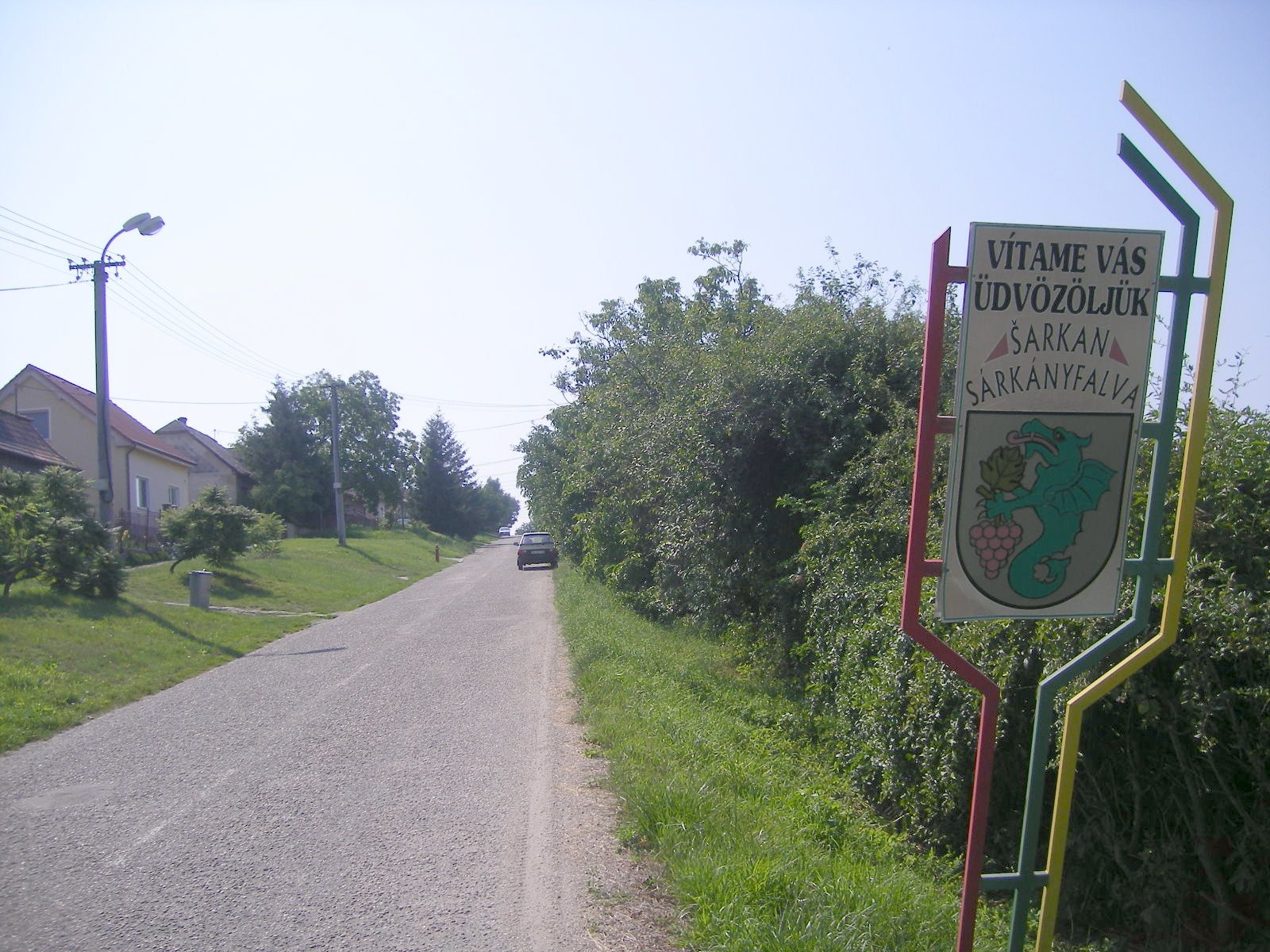
Sárkányfalva - címeres üdvözlőtábla
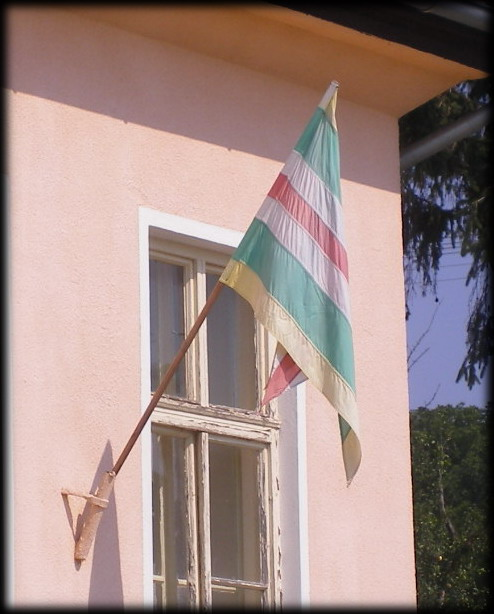
Községi zászló
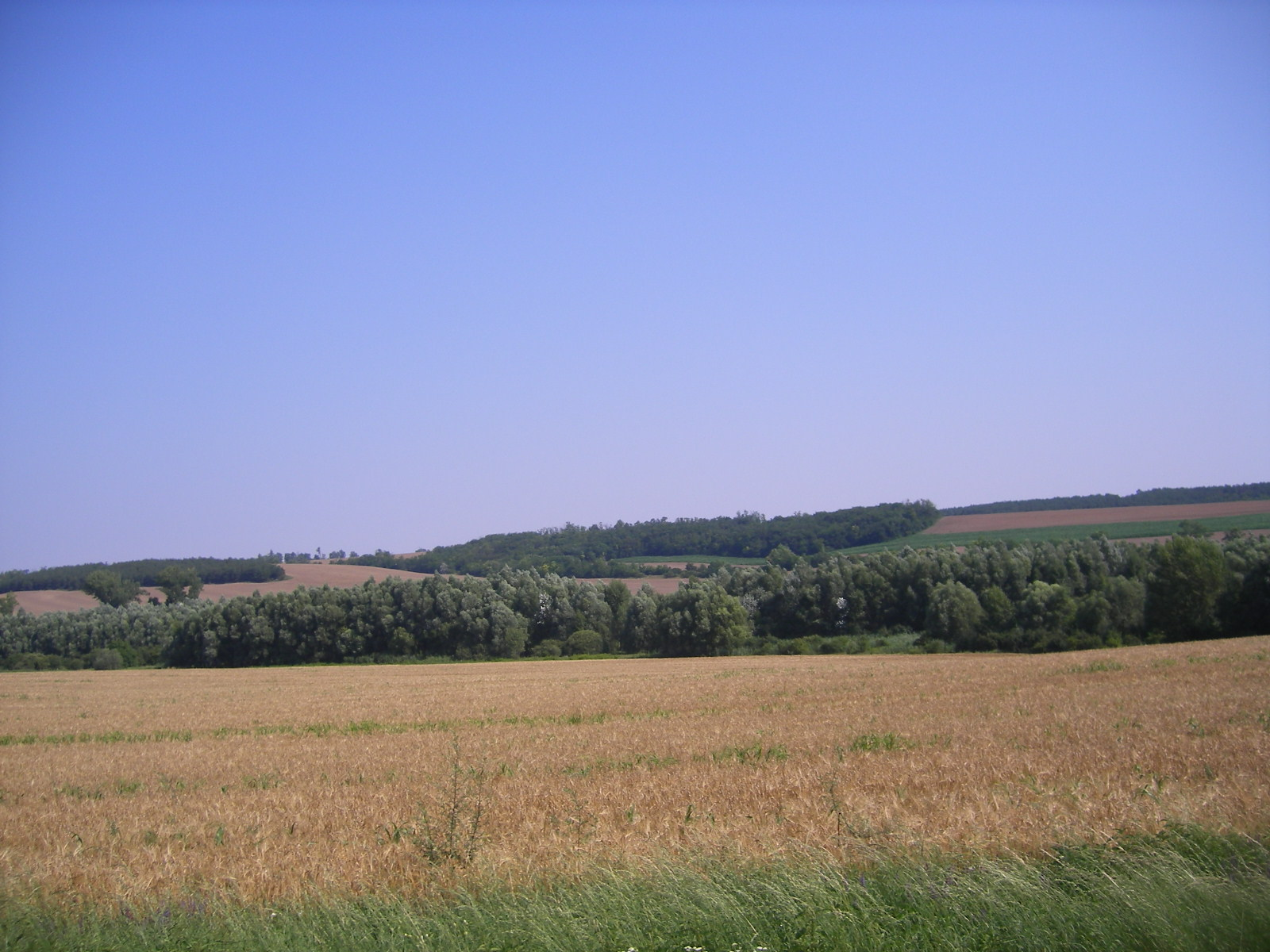
A Párizs-patak völgye Sárkányfalvától nyugatra
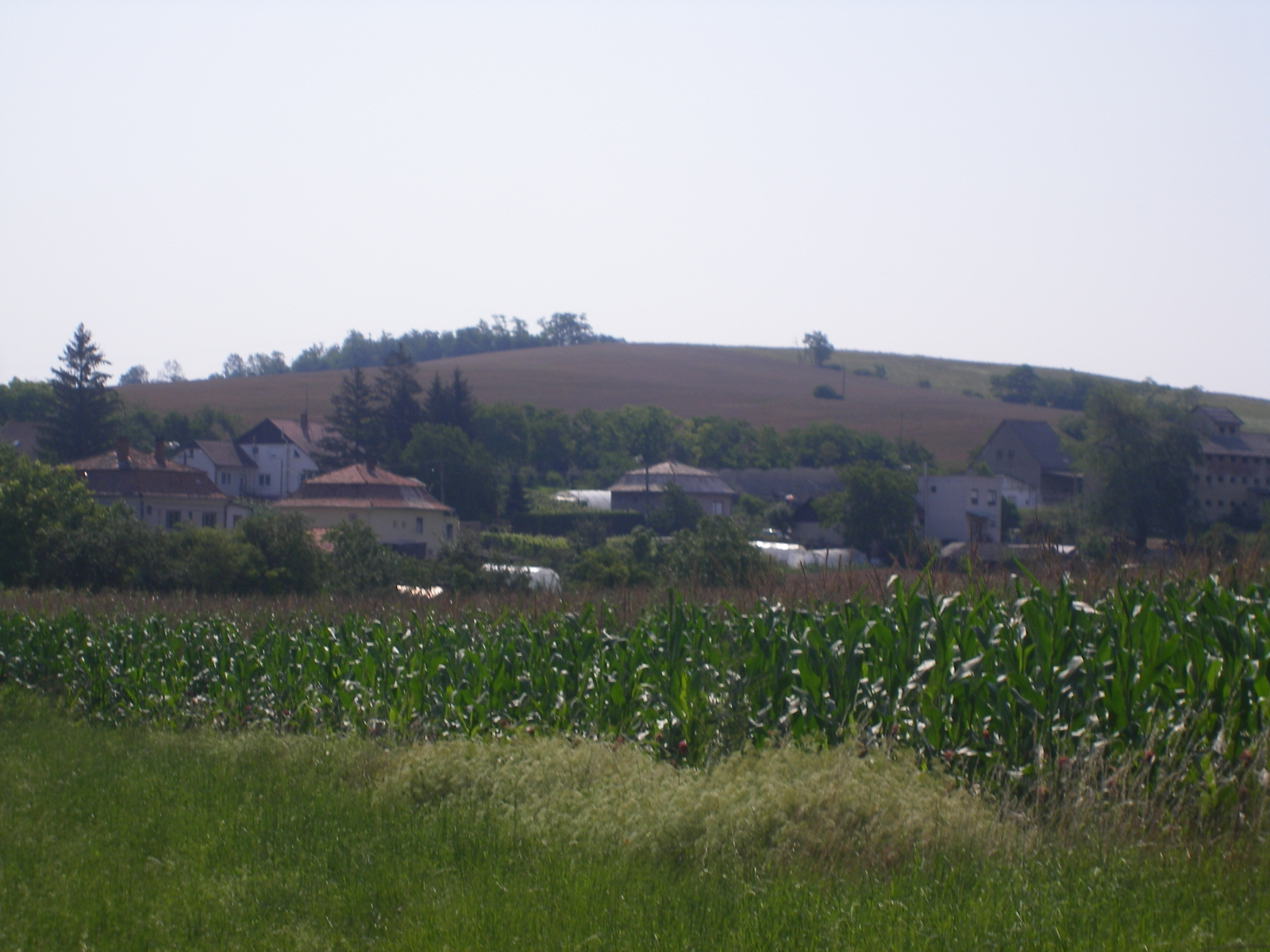
A falu látképe
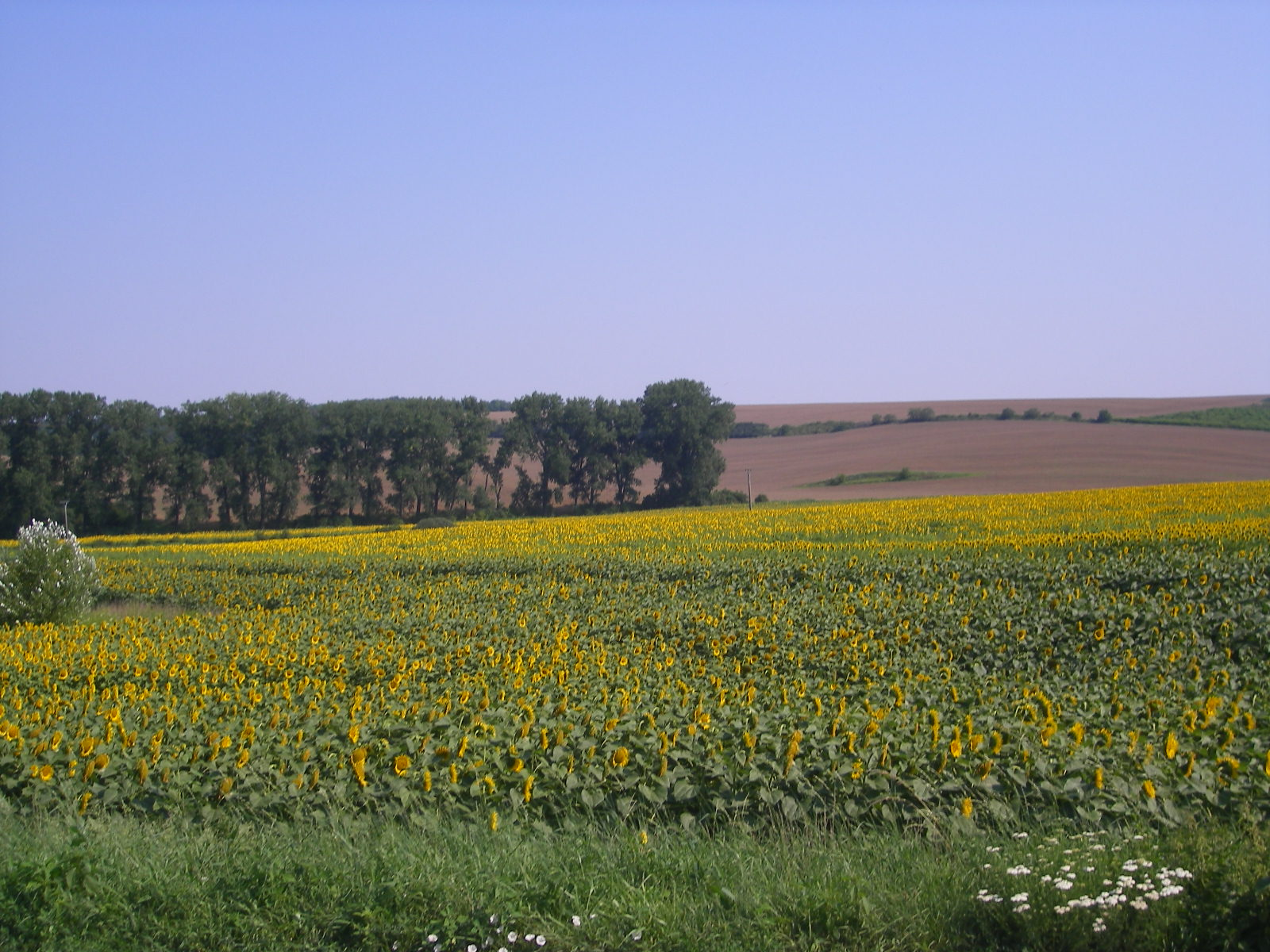
Tájkép a falutól délre
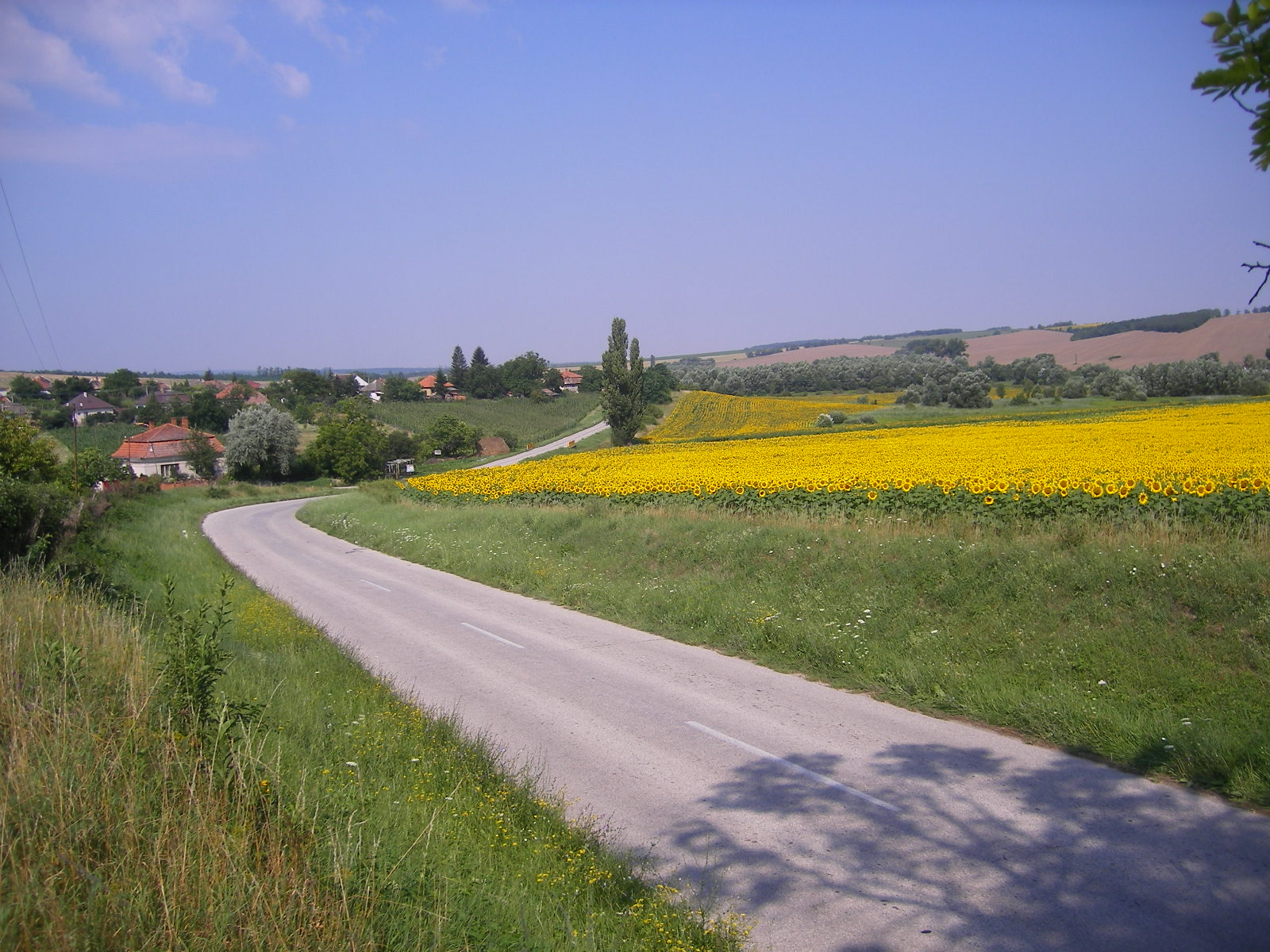
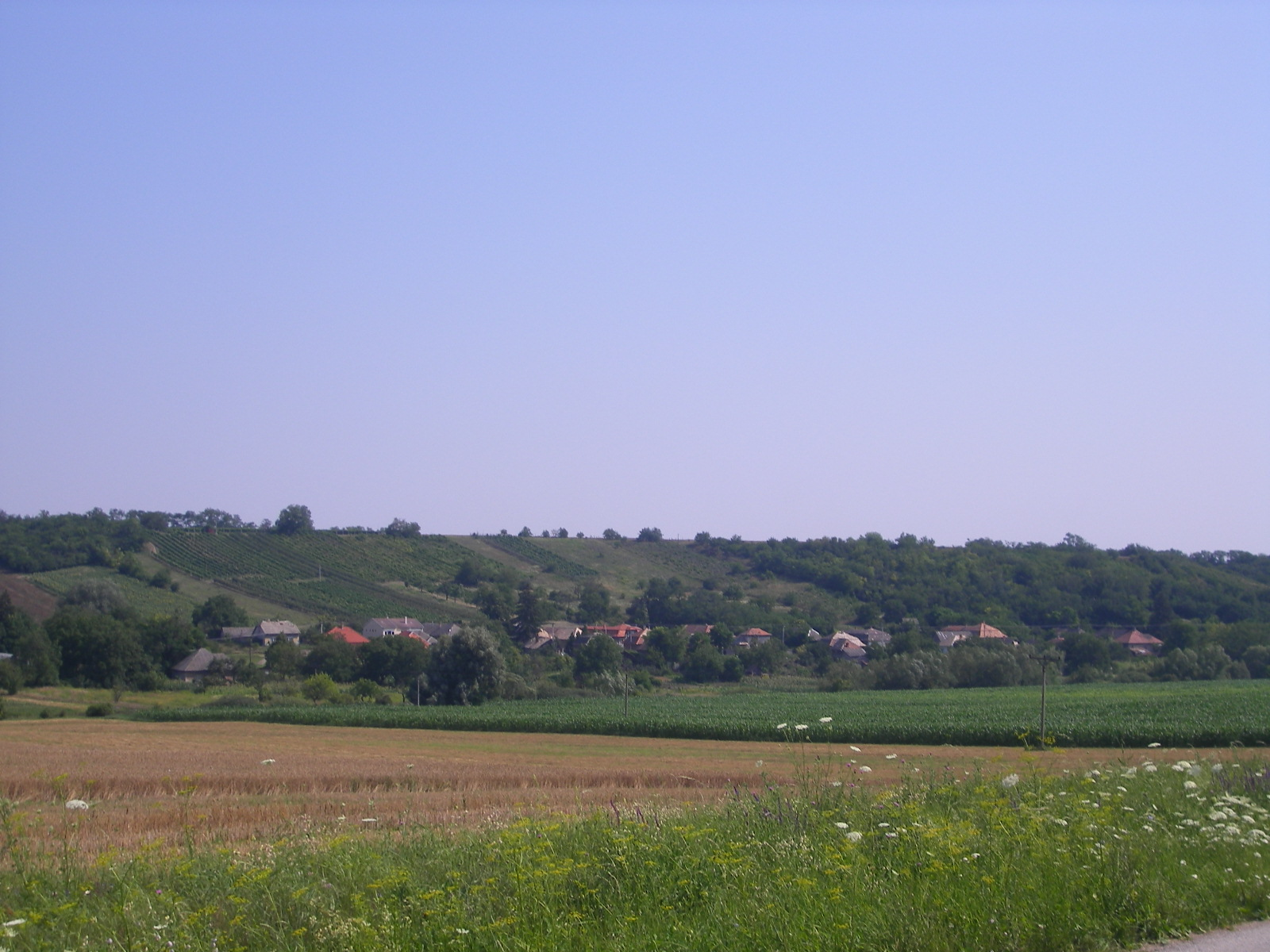
Gyiva látképe
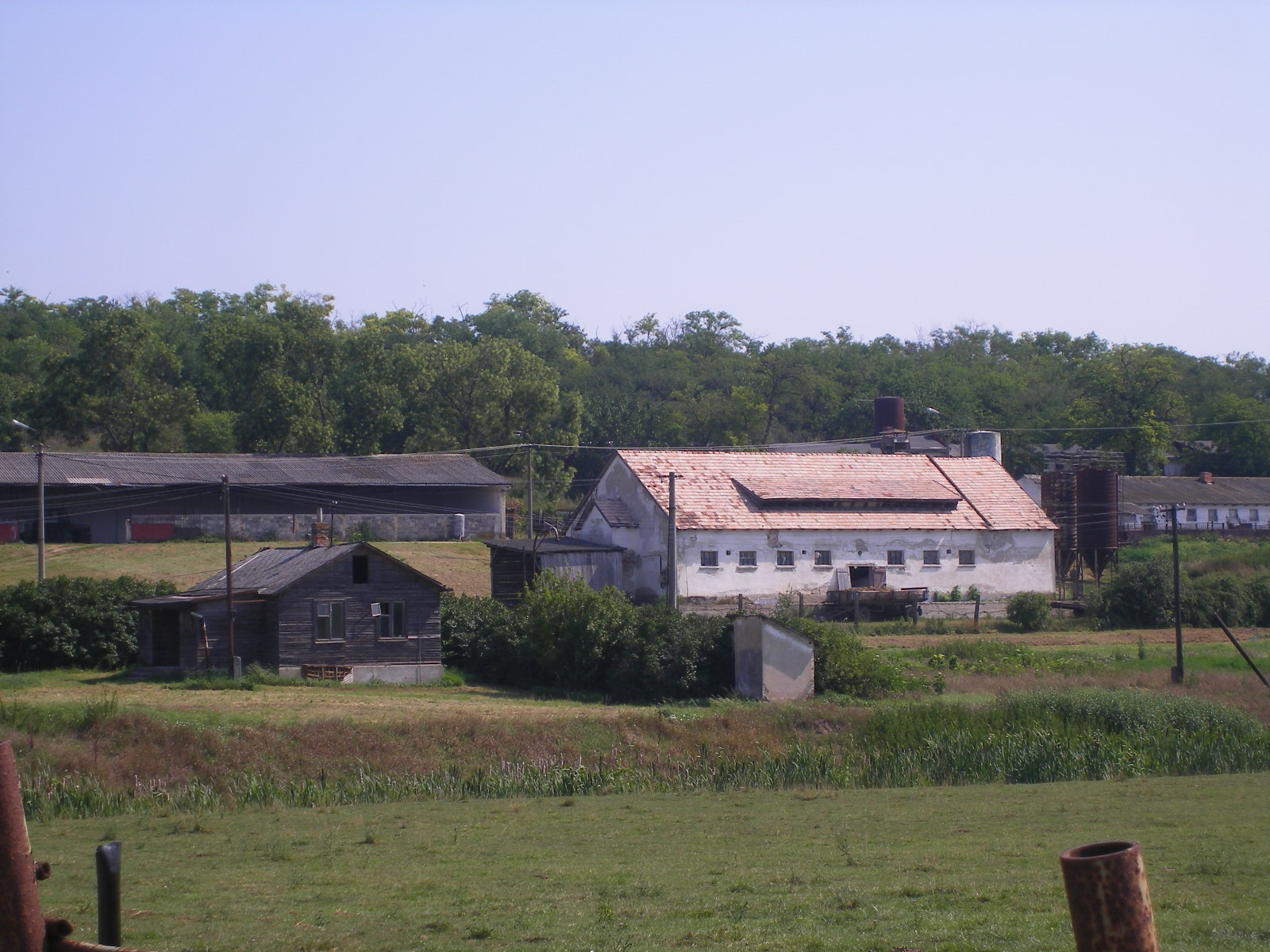
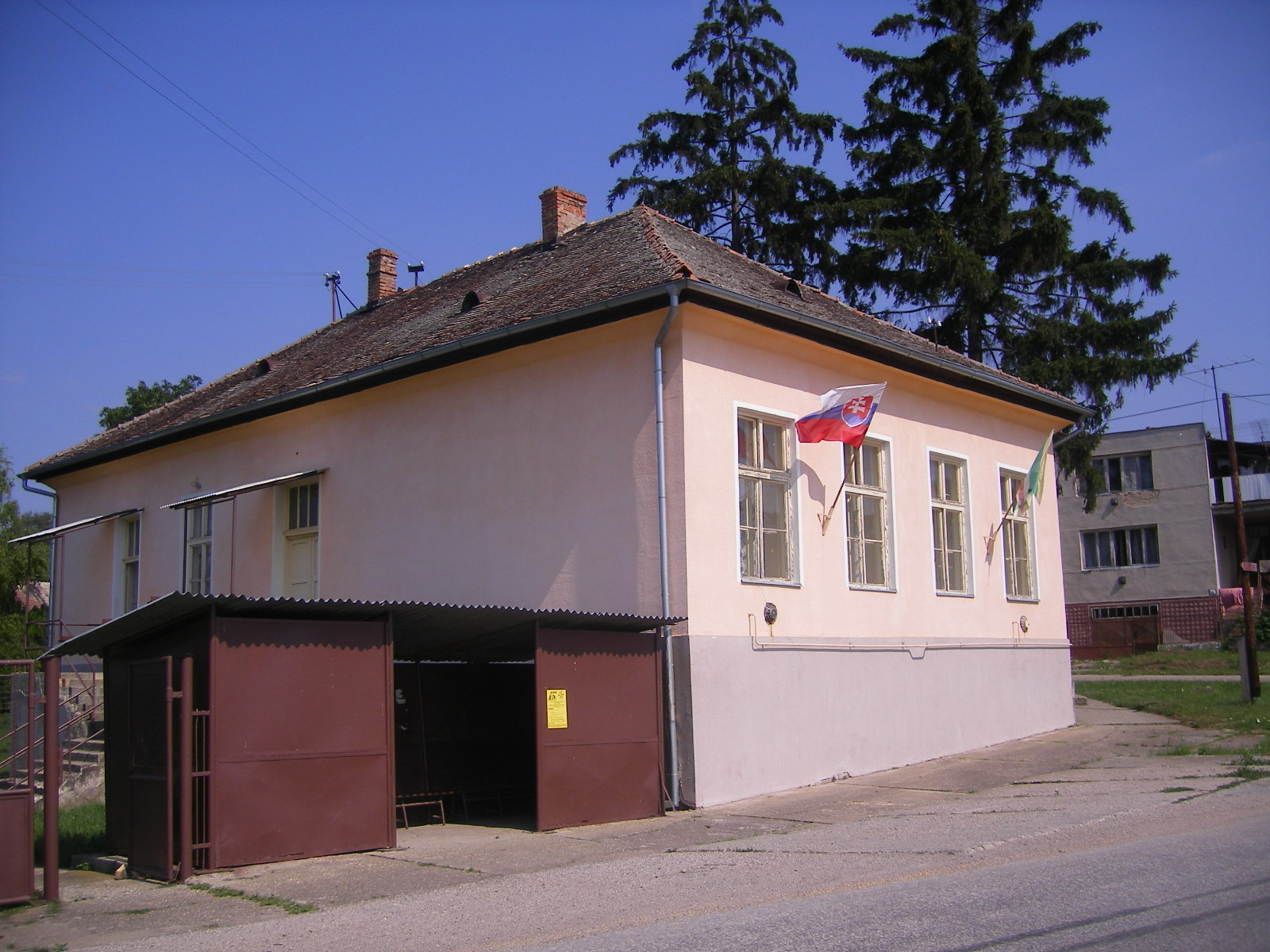
Gyiva
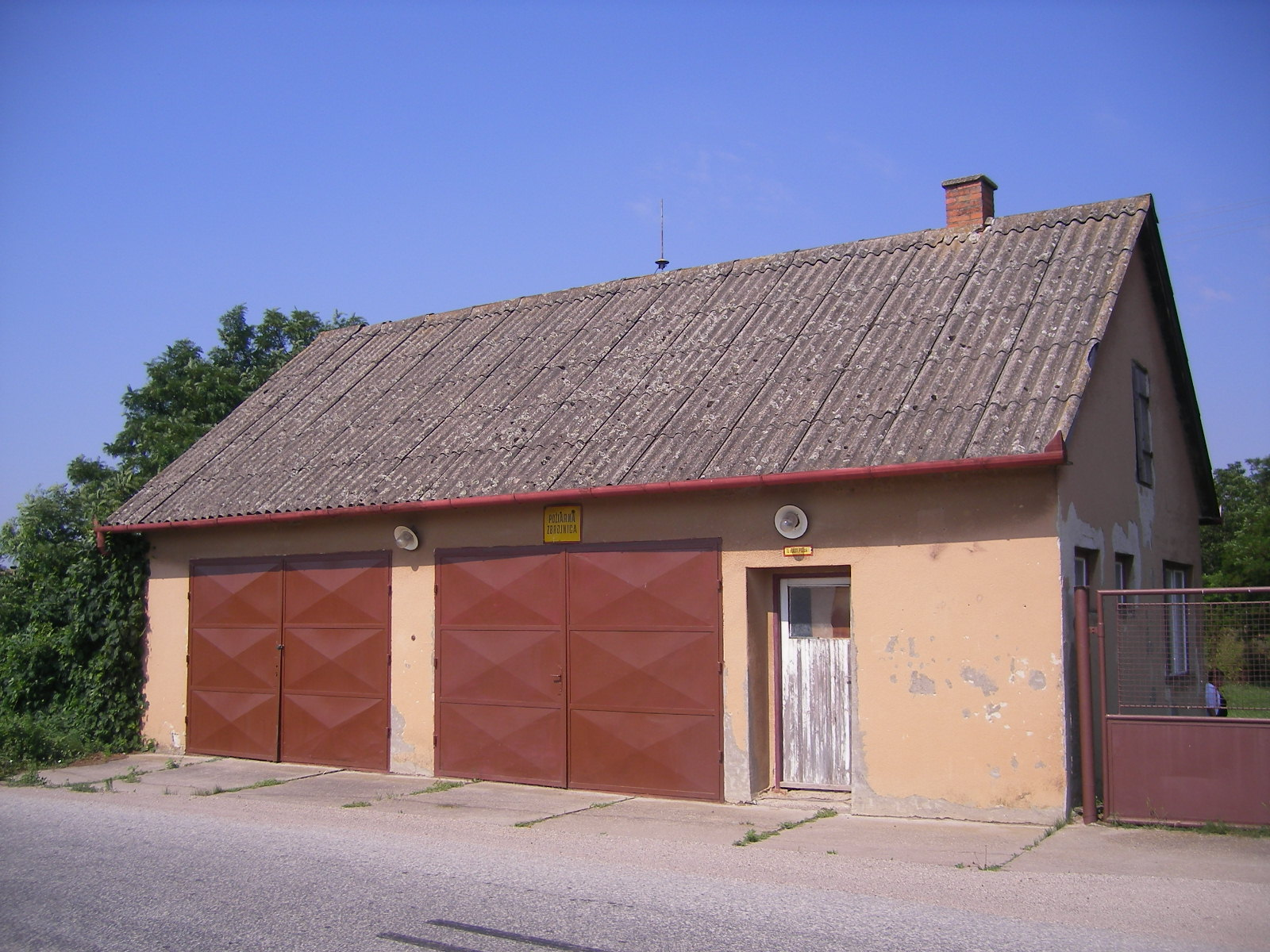
Gyiva - tűzoltószertár
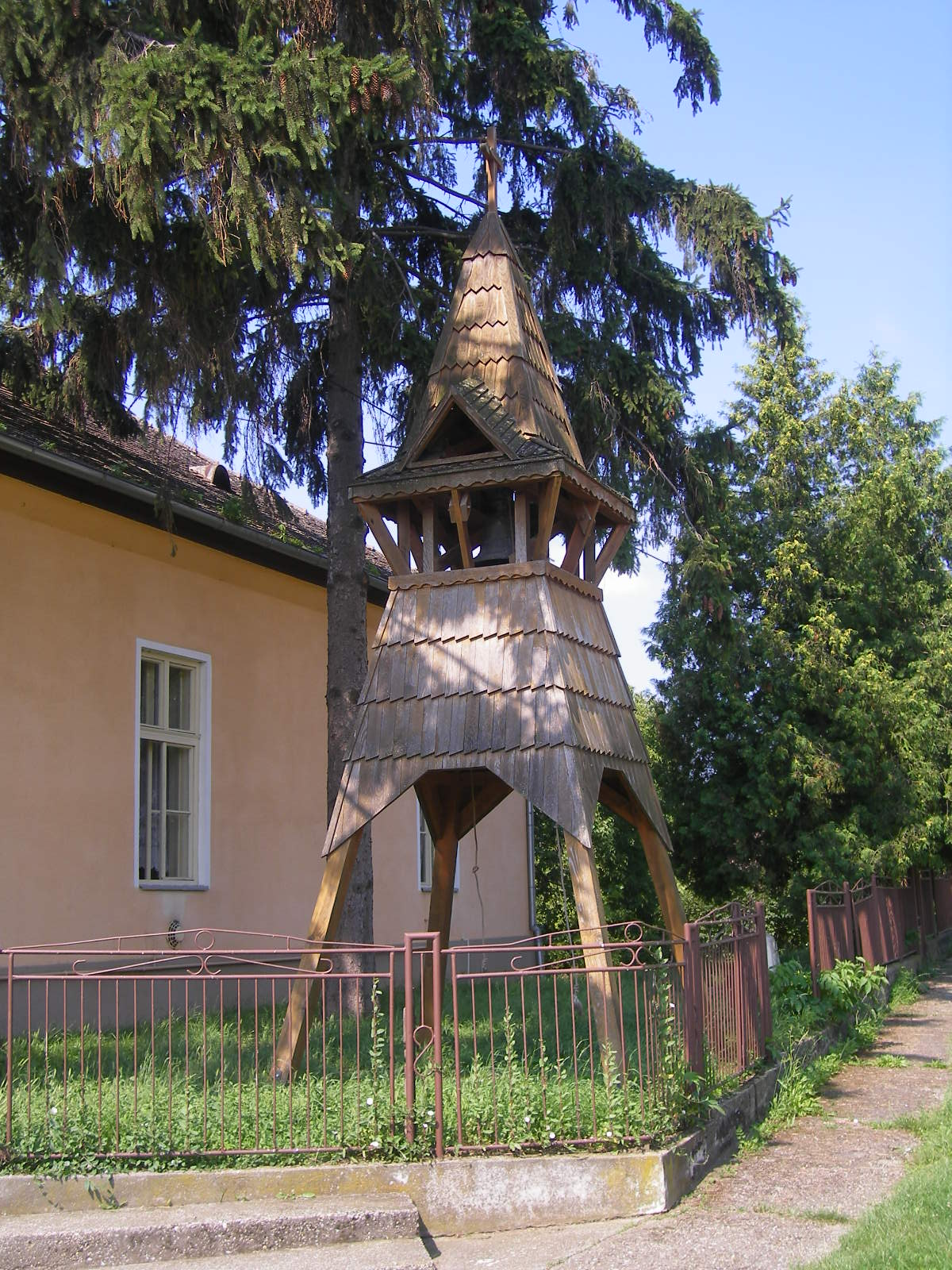
Gyiva - harangláb
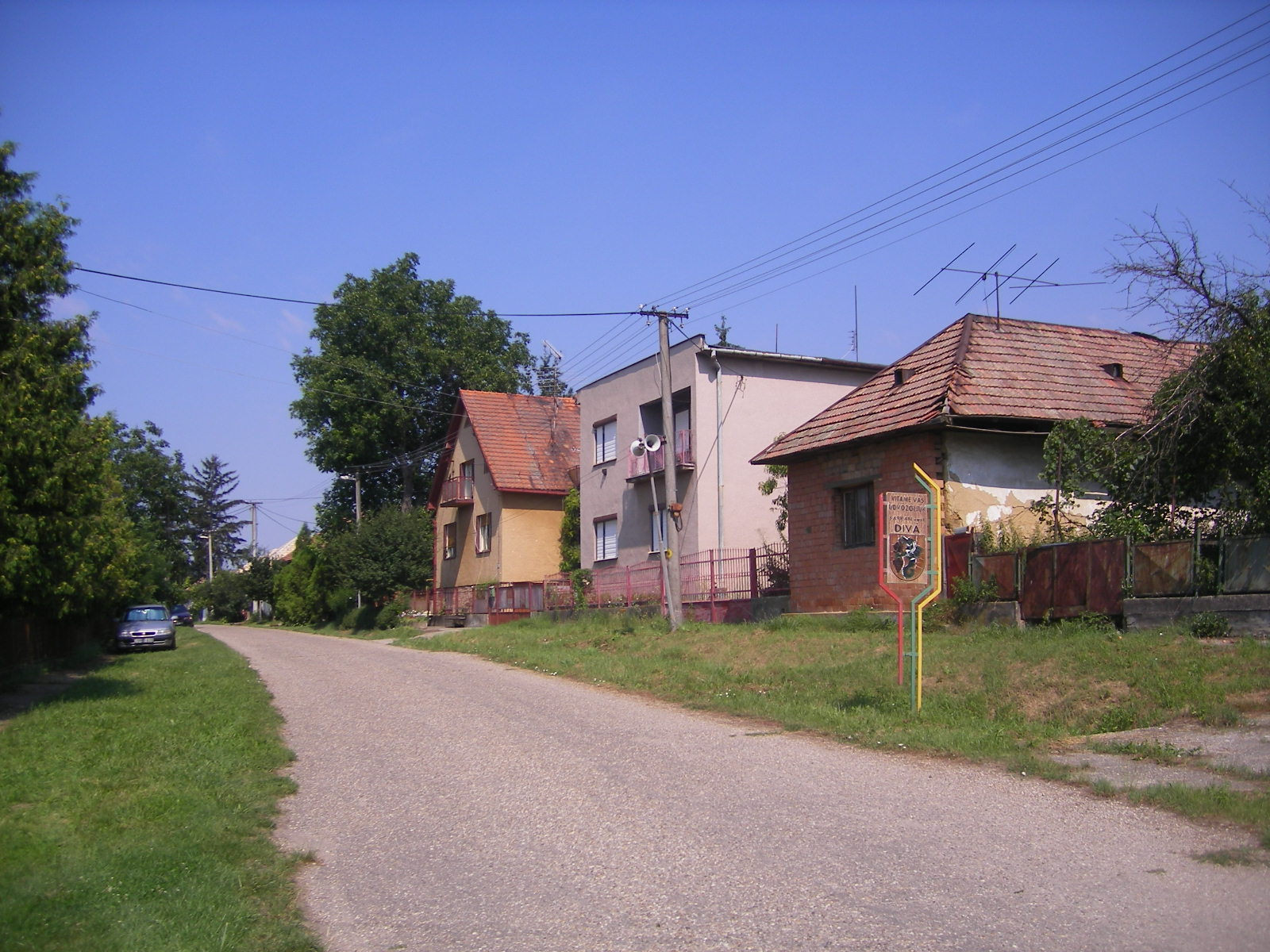
Gyiva
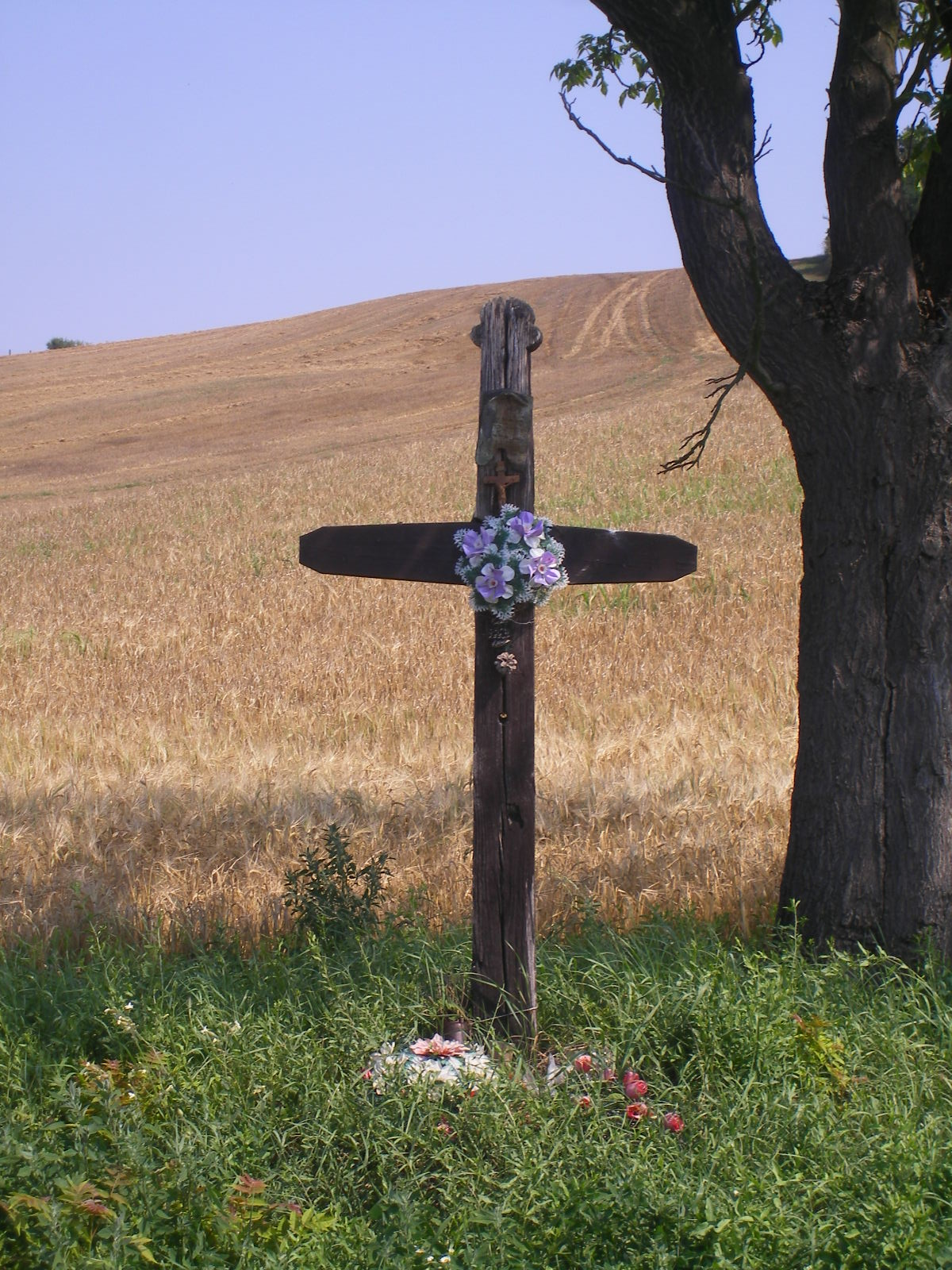
Feszület Sárkányfalva és Libád határán
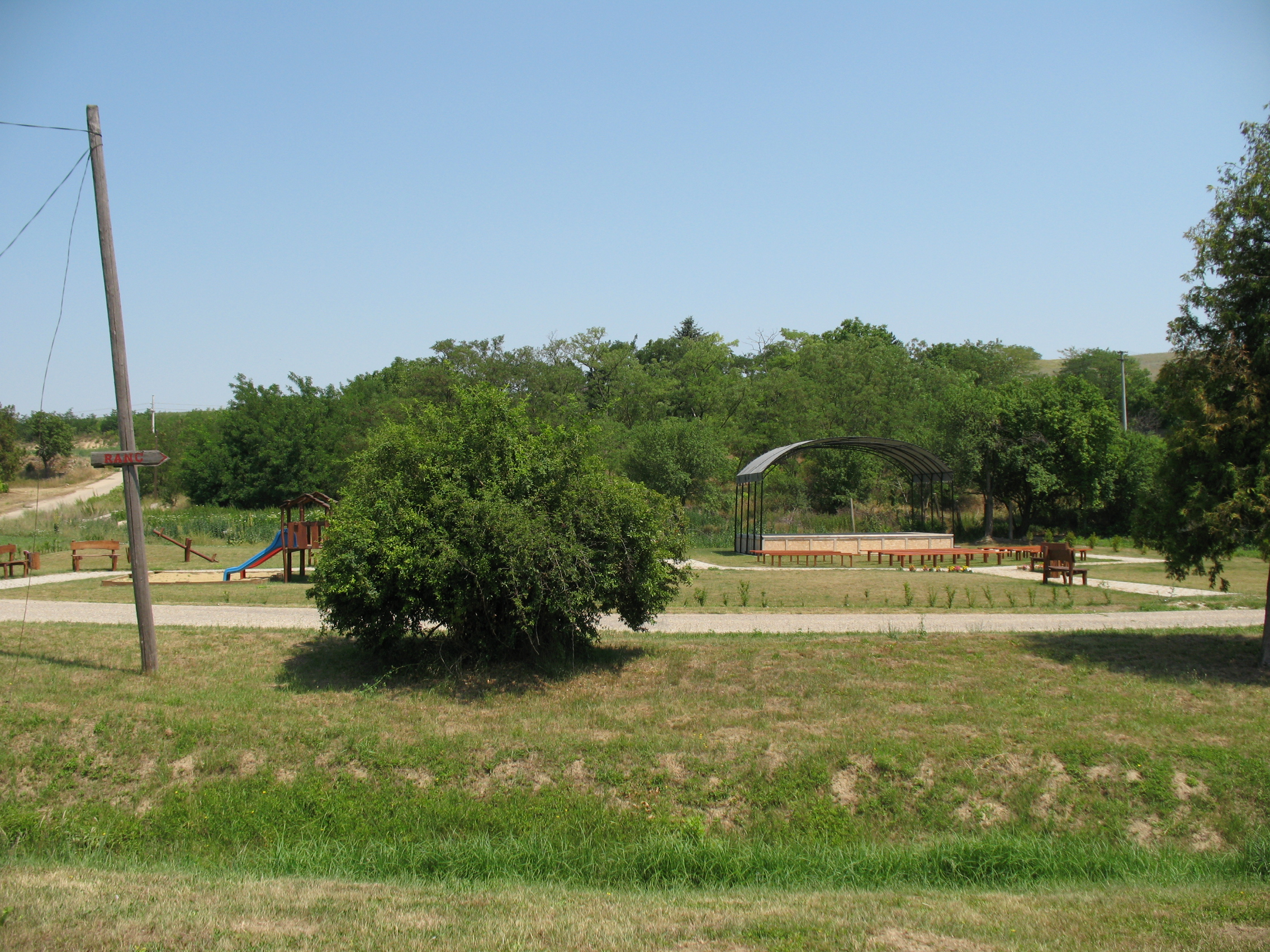
Játszótér

## Külső hivatkozások
- E-obce.sk Archiválva 2008. december 2-i dátummal a Wayback Machine-ben
- A község a régió honlapján
- Községinfó
- Sárkányfalva Szlovákia térképén
- Šarkan – Nové Zámky Okolie Archiválva 2014. február 22-i dátummal a Wayback Machine-ben